# St. Ottilie (Möschenfeld)

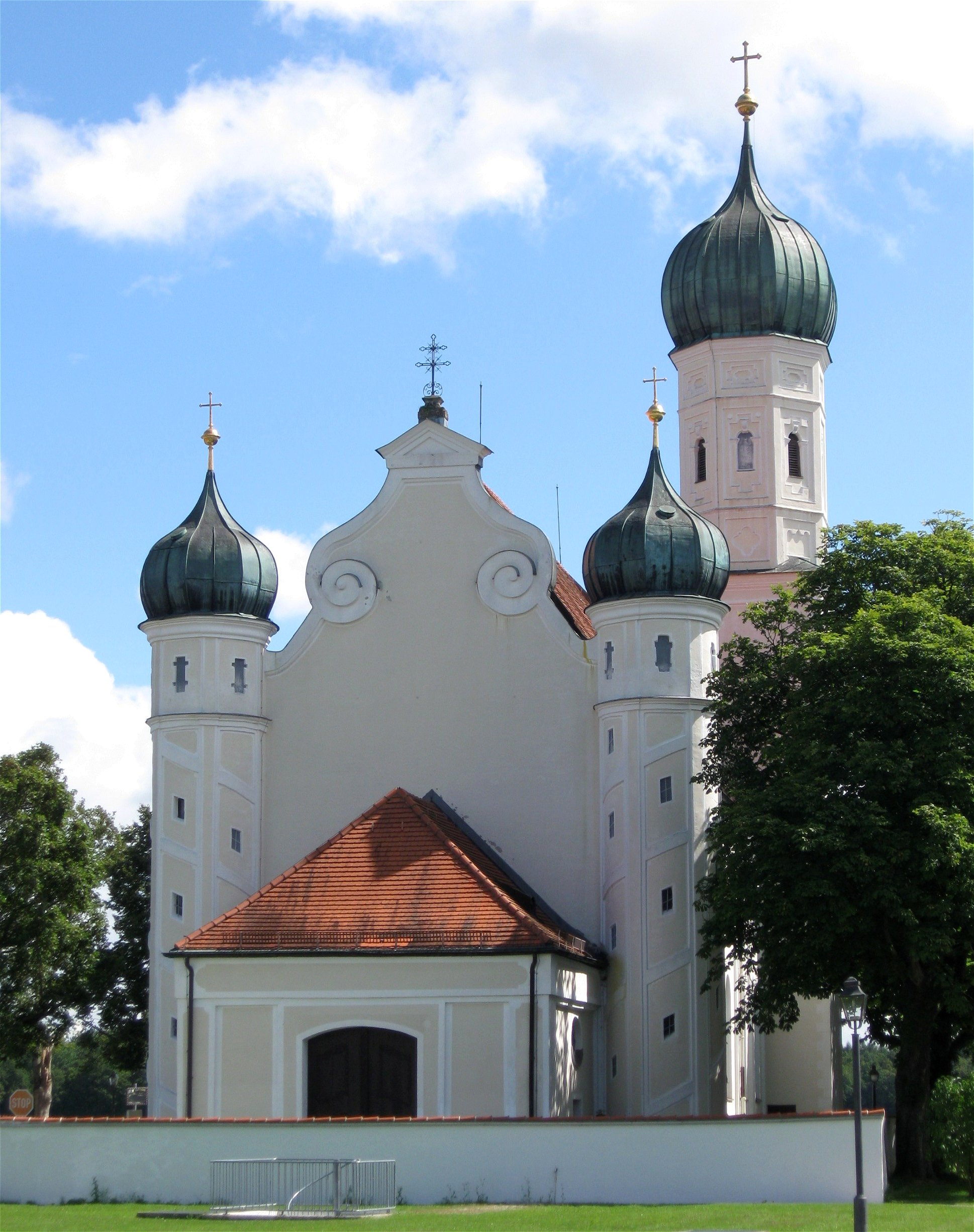
St. Ottilie, Giebelfassade

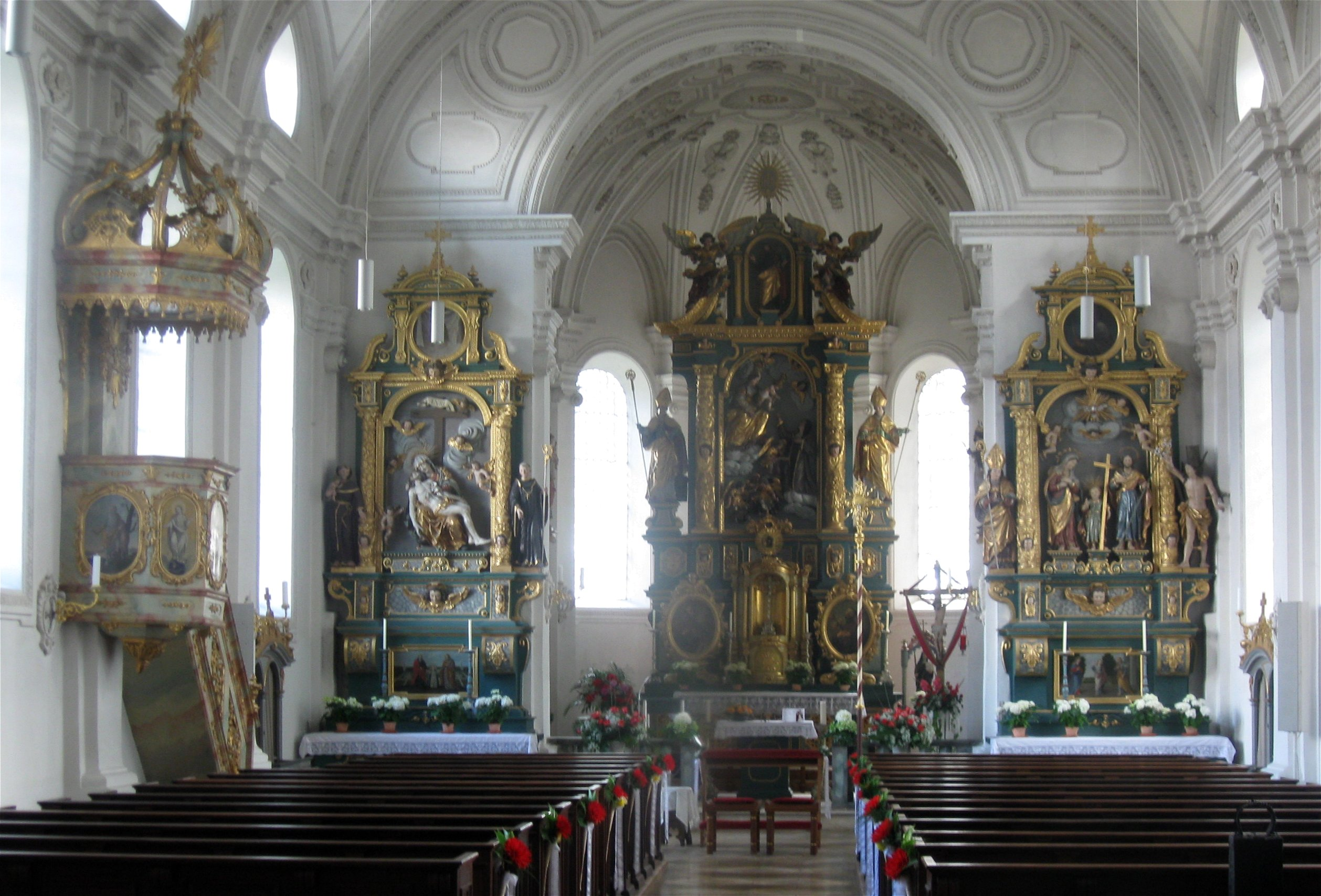
Innenansicht

St. Ottilie ist ein Kirchengebäude der römisch-katholischen Kirche in dem Weiler Möschenfeld, einem Ortsteil der oberbayerischen Gemeinde Grasbrunn im Landkreis München. Sie ist der heiligen Ottilie geweiht und dient als Filialkirche der Pfarrei St. Martin in Zorneding. Das Bauwerk ist als Baudenkmal in die Bayerische Denkmalliste eingetragen.

## Geschichte
Das im Jahr 819 erstmals als Meskilinfeld erwähnte Möschenfeld wurde ab 1050 von Adeligen dem Kloster Ebersberg gestiftet, das den Weiler zu einer Klosterschwaige ausbaute. Die Benediktiner aus Ebersberg errichteten noch im 11. Jahrhundert eine der heiligen Ottilie geweihte Kapelle. Bei dieser entwickelte sich rasch eine Wallfahrt. Im Jahr 1596 ging Möschenfeld an die Jesuiten in München über. Diese bauten die Schwaige aus, die im Jahr 1674 zur Hofmark erhoben wurde. Nach der Aufhebung des Jesuitenordens in Bayern im Jahr 1773 kam die Hofmark an den Malteserorden, der sie bis 1799 besaß und dann an den Ökonomen Josef Gruber verkaufte. Nach mehrmaligem Eigentümerwechsel ging das Gut mit dem gesamten Weiler im Jahr 1895 an den Reichsrat Wilhelm von Finck über und befindet sich noch heute im von Finckschen Familienbesitz. Bis in das 20. Jahrhundert gab es eine florierende Wallfahrt für Augenkranke.

## Kirche
Die bestehende, ab 1984 renovierte Kirche, ein großer Saalbau, wurde während des Dreißigjährigen Kriegs im Jahr 1640 durch den Maurermeister Balthasar Wölkhamer errichtet. Der Schöpfer des reichen Rahmenstucks mit stark plastischer Füllung ist nicht bekannt, der Stuck erinnert jedoch an Caspar Feichtmayr aus Bernried. Die Westwand besitzt außen einen geschweiften Giebel, der von runden, zwiebelgekrönten Treppentürmen flankiert wird. Der ebenfalls zwiebelgekrönte Ostturm steht südlich neben dem Altarraum. Der stark eingezogene Altarraum besitzt einen dreiseitigen Schluss. Das einschiffige Langhaus wird durch eine flache Stichkappentonne geschlossen, die Gurte in sechs schmale Joche aufteilen. Über hohen Rundbogenfenstern liegen kleine Rundfenster. Beachtung verdienen die drei Altäre, darunter der Hauptaltar (Aufnahme der heiligen Ottilie in den Himmel). Die Figur der heiligen Ottilie an der Südwand stammt aus dem Vorgängerbau. An der Brüstung der zweigeschossigen Empore im Westen sind acht von einem Künstler, der unter dem Notnamen Meister der Möschenfelder Ottilienlegende geführt wird, herrührende Bildtafeln mit Szenen aus dem Leben der Heiligen (Ottilienlegende) angebracht, die von einem spätgotischen Altar vom Ende des 15. Jahrhunderts (dessen Predella im Bayerischen Nationalmuseum in München) stammen.